# Nages-et-Solorgues
Nages-et-Solorgues – miejscowość i gmina we Francji, w regionie Oksytania, w departamencie Gard.
Według danych na rok 1990 gminę zamieszkiwało 1088 osób, a gęstość zaludnienia wynosiła 176 osób/km² (wśród 1545 gmin Langwedocji-Roussillon Nages-et-Solorgues plasuje się na 315. miejscu pod względem liczby ludności, natomiast pod względem powierzchni na miejscu 954.).